# Philadelphia Phillies
I Philadelphia Phillies sono una delle squadre professionistiche di baseball della Major League Baseball (MLB), con sede a Filadelfia, Pennsylvania. Sono membri della East division della National League. Sono la più antica franchigia professionistica ad essere rimasta nella stessa città ed avere mantenuto la stessa denominazione di tutti gli sport professionistici nordamericani, risalendo al 1883. A partire dal 2004, la squadra disputa le sue gare interne al Citizens Bank Park nel sud di Filadelfia.
I Phillies hanno vinto per due volte le World Series (contro i Kansas City Royals nel 1980 e contro i Tampa Bay Rays nel 2008) e sette titoli della National League, il primo dei quali nel 1915. La franchigia ha avuto anche lunghi periodi di difficoltà. Dalle prime World Series disputate nel 1903, i Phillies hanno impiegato 77 stagioni consecutive per vincerle (e 97 dalla nascita del club), più di tutte le altre 16 squadre da cui era composta la MLB nella prima metà del ventesimo secolo. Quelle 77 stagioni sono anche il quarto peggior risultato complessivo senza vincere le World Series nella storia della Major League Baseball. La longevità della franchigia e la sua storia spesso avara di soddisfazioni le hanno anche fatto ottenere la dubbia distinzione di avere perso più gare di qualsiasi altra squadra nella storia degli sport professionistici americani. Malgrado ciò, i Phillies sono stati competitivi nelle recenti stagioni, vincendo cinque volte consecutive la propria division dal 2007 al 2011.
La franchigia fu fondata a Filadelfia nel 1883, sostituendo la squadra di Worcester, Massachusetts nella National League. Nel corso degli anni ha giocato in diversi stadi, a partire dal Recreation Park e continuando con Baker Bowl, Shibe Park, in seguito rinominato Connie Mack Stadium in nome del manager dei Philadelphia Athletics, Veterans Stadium e ora Citizens Bank Park.

## Giocatori importanti

### Membri della Baseball Hall of Fame
| Hall of Famer dei Philadelphia Phillies |      |                 |      |
| Giocatore                               | Anno | Giocatore       | Anno |
| Grover C. Alexander                     | 1938 | Hughie Jennings | 1945 |
| Sparky Anderson                         | 2000 | Tim Keefe       | 1964 |
| Richie Ashburn                          | 1995 | Chuck Klein     | 1980 |
| Dave Bancroft                           | 1971 | Nap Lajoie      | 1937 |
| Chief Bender                            | 1954 | Pedro Martínez  | 2015 |
| Dan Brouthers                           | 1945 | Tommy McCarthy  | 1946 |
| Jim Bunning                             | 1966 | Joe Morgan      | 1990 |
| Steve Carlton                           | 1994 | Kid Nichols     | 1949 |
| Roger Connor                            | 1976 | Tony Pérez      | 2000 |
| Ed Delahanty                            | 1945 | Eppa Rixey      | 1963 |
| Hugh Duffy                              | 1945 | Robin Roberts   | 1976 |
| Johnny Evers                            | 1946 | Ryne Sandberg   | 2005 |
| Elmer Flick                             | 1963 | Mike Schmidt    | 1995 |
| Jimmie Foxx                             | 1951 | Casey Stengel   | 1966 |
| Pat Gillick                             | 2011 | Sam Thompson    | 1974 |
| Billy Hamilton                          | 1961 | Lloyd Waner     | 1967 |
| Bucky Harris                            | 1975 | Hack Wilson     | 1979 |
| Ferguson Jenkins                        | 1991 | Harry Wright    | 1963 |

### Numeri ritirati
| Richie Ashburn OF, TV Ritirato nel 1979 | Jim Bunning RHP Ritirato nel 2001 | Dick Allen 1B, 3B Ritirato nel 2020 | Mike Schmidt 3B Ritirato nel 1990 | Steve Carlton LHP Ritirato nel 1989 | Roy Halladay RHP Ritirato nel 2021 | Robin Roberts RHP Ritirato nel 1962 | Jackie Robinson – Rit. da MLB nel '97 | Grover C. Alexander RHP Ritirato nel 2001 | Chuck Klein 3B Ritirato nel 2001 |

## Affiliate nella Minor League
| Livello | Team                   | League                  | Città                                |
| ------- | ---------------------- | ----------------------- | ------------------------------------ |
| AAA     | Lehigh Valley IronPigs | Triple-A East           | Allentown, Pennsylvania              |
| AA      | Reading Fightin Phils  | Double-A Northeast      | Reading, Pennsylvania                |
| A+      | Jersey Shore BlueClaws | High-A East             | Lakewood, New Jersey                 |
| A-      | Clearwater Threshers   | Low-A Southeast         | Clearwater, Florida                  |
| Rookie  | FCL Phillies East      | Florida Complex League  | Clearwater, Florida                  |
| Rookie  | FCL Phillies West      | Florida Complex League  | Clearwater, Florida                  |
| Rookie  | DSL Phillies Red       | Dominican Summer League | Santo Domingo, Repubblica Dominicana |
| Rookie  | DSL Phillies White     | Dominican Summer League | Santo Domingo, Repubblica Dominicana |